# Myasishchev DB-108
O Myasishchev DB-108 foi um desenvolvimento experimental soviético do bombardeiro Petlyakov Pe-2 durante a década de 1940. Apenas três protótipos foram construídos, com apenas dois deles tendo voado.

## Projeto e desenvolvimento
Após a morte de Vladimir Petlyakov em janeiro de 1942, Vladimir Mikhailovich Myasishchev deu sequência ao desenvolvimento do Pe-2, iniciando então o DB-108. "DB" significa bombardeiro de longo alcance e 108 foi uma designação dada pelo NKVD. Os três protótipos foram identificados pelas iniciais de seu projetista, "VM".
Os três protótipos tinham o mesmo desenho básico. Sua asa cantilever era média e tinha painéis retangulares entre a raiz e os motores, com os radiadores instalados no bordo de ataque. Os motores eram montados a frente do bordo de ataque, em longas carenagens que também acomodavam o trem de pouso. Os radiadores de óleo eram instalados também no bordo de ataque, nas partes mais externas, equipados como pontas semi-elípticas, com cerca de 5° de diedro.
Sua fuselagem era oval em seção-cruzada e afunilava-se para trás, com extremidades apontadas. O nariz era semi-envidraçado na parte inferior e a cabine de pilotagem era envidraçada na parte superior, colocada à frente do bordo de ataque. Na parte traseira do plano tetragonal, com os estabilizadores montados ao meio, com um diedro marcante, onde o leme instalado tinha um perfil praticamente oval. O bordo de fuga da ampla corda média aerodinâmica possuía profundores levemente curvados, com compensadores na parte interna. Uma bequilha retrátil era posicionada logo à frente do bordo de ataque do estabilizador horizontal.
O primeiro protótipo, o VM-16, era tripulado por um piloto e um navegador/atirador/bombardeiro, sentados lado a lado, mas olhando para lados diferentes. Este último operava remotamente uma metralhadora na cauda de 12,7mm a partir desta posição, mas precisava se locomover para o nariz semi-envidraçado para cumprir as tarefas de bombardeio. O desenvolvimento foi concentrado em melhorar o armamento defensivo. O segundo protótipo, VM-17, foi apenas testado em solo, adicionando um terceiro membro na tripulação para operar suas armas. Foi eventualmente modificado no Myasishchyev VB-109, descrito brevemente abaixo. O último protótipo, VM-18, tinha uma envergadura 16% maior e um comprimento 10% maior, com um quarto membro de tripulação em uma cabine alongada para trás, a fim de operar suas armas, uma na cabine de pilotagem e outras duas operadas remotamente na parte dorsal e ventral. Havia também uma outra arma que atirava para a frente da aeronave.
O VM-16 voou pela primeira vez em 30 de dezembro de 1944. O VM-17 não voou até o fim de 1945, após ter sido modificado no VB-109; O VM-18 voou em 1946, apesar dos testes em voo não terem sido concluídos antes do cancelamento do programa.

## Variantes
Fonte: Russian Aircraft 1875-1995
VM-16Aeronave com dois assentos. Uma metralhadora de 12,7mm na cauda, remotamente operada. Voou pela primeira vez em 30 de dezembro de 1944. Apenas uma aeronave construída.
VM-17Três tripulantes e armamento extra. O peso básico foi aumentado em 559 kg (1 230 lb), mas as dimensões permaneceram as mesmas. Foi testado em solo, mas não voou até ser convertido no VB-109. Quatro metralhadoras, sendo três de 20mm e uma de 12,7mm. Apenas uma aeronave construída.
VM-18Quatro tripulantes, com a cabine de pilotagem alterada para incorporar uma arma. Envergadura aumentada para 20,06m e o comprimento para 15,02m. Quatro armas, uma fixa mirada para frente de 20mm e as outras com 12,7mm, atirando para trás. Voou em 1946, mas os testes não foram concluídos antes do programa ser abandonado. Apenas uma aeronave construída.
VB-109VM-17 com dois assentos reconstruído, com a mesma envergadura do VM-16 e VM-17 e um comprimento de 14,17m. Ambos os assentos ficavam em uma cabine pressurizada, tendo uma blindagem mais pesada que seus antecessores. Possuía duas armas de 20mm, uma remotamente operada na cauda, como no VM-16 e outra fixa. Deveria ser equipado com um motores mais atualizados, um Klimov VK-109 com dois supercompressores, apesar do VK-107As ter sido usado em seu primeiro voo, realizado no final de 1945. Apenas uma aeronave construída.